# Joe Moore
Joseph John „Joe” Moore (ur. 12 stycznia 1901 w Nowym Jorku, zm. 28 kwietnia 1982 tamże) – amerykański łyżwiarz szybki, olimpijczyk.

## Występy na IO
| Rok  | Igrzyska Olimpijskie | Konkurencja | Miejsce |
| 1924 | Chamonix             | 500 m.      | 8.      |
| 1924 | Chamonix             | 1500 m.     | 8.      |
| 1924 | Chamonix             | 10 000 m.   | 12.     |

## Rekordy życiowe
- 500 m. - 44.4 (1926)
- 1500 m. - 2:31.6 (1924)
- 10 000 m. - nieznany